# Сколково (платформа, Смоленское направление МЖД)
Ско́лково (до 28 февраля 2020 года — Инновацио́нный центр) — остановочный пункт Белорусского направления Московской железной дороги и Белорусско-Савёловского диаметра в Одинцовском городском округе Московской области. Построен в рамках строительства 3 и 4 главных путей на участке Москва-Пасс.-Смоленская — Одинцово. Открыт 27 мая 2019 года.

## Расположение
Располагается в 500 метрах северо-восточнее ликвидированной платформы Трёхгорка. Первоначально предполагалось построить платформу только по новым 3 и 4 главным путям для ускоренного движения, оставив «Трёхгорку» по существующим главным путям. Время движения от Белорусского вокзала — 18 мин на экспрессе, 30 мин на обычной электричке. Путь до инновационного центра занимает 5 минут.

## Галерея

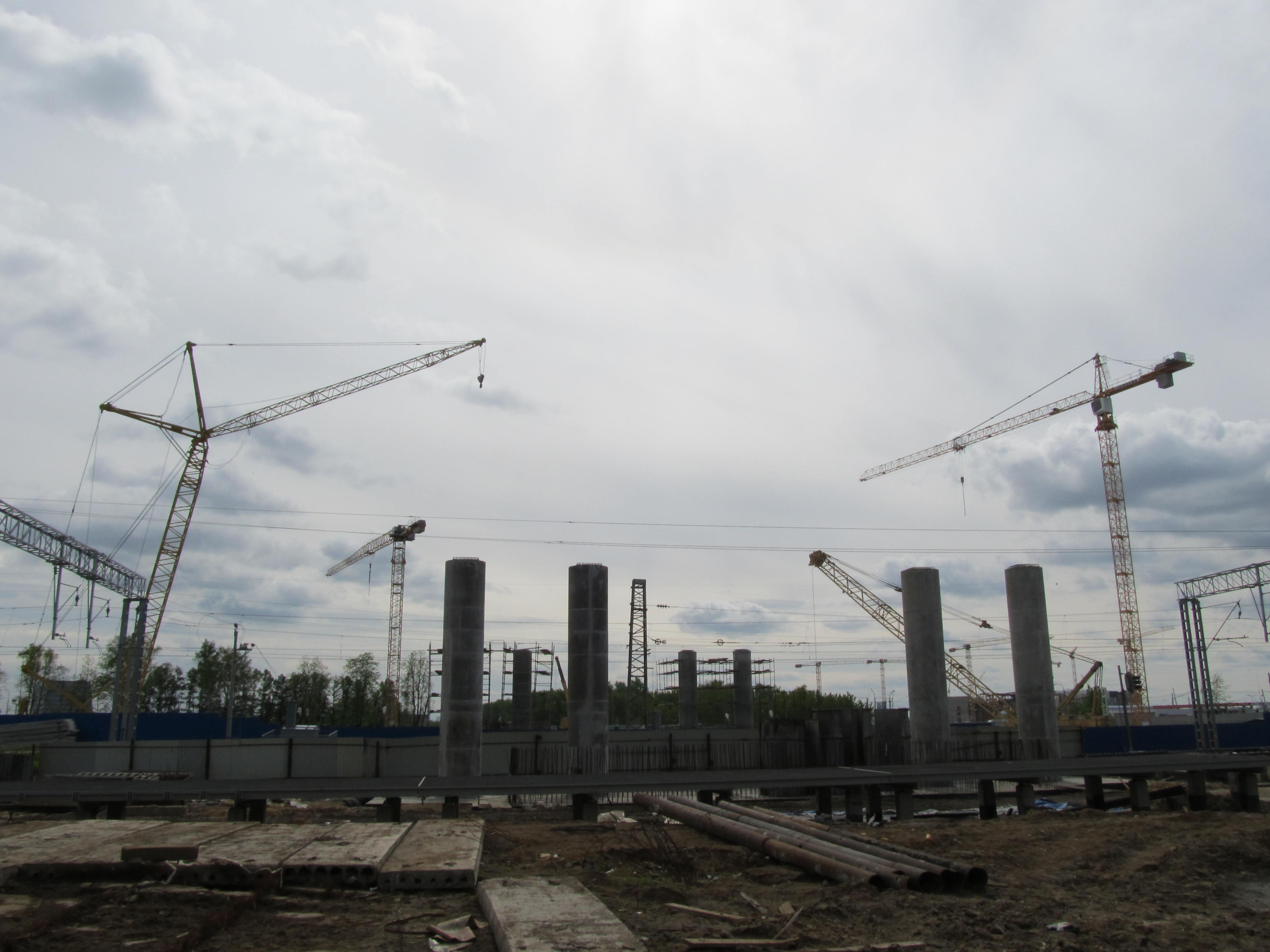
Строительство платформы. Май 2015 года
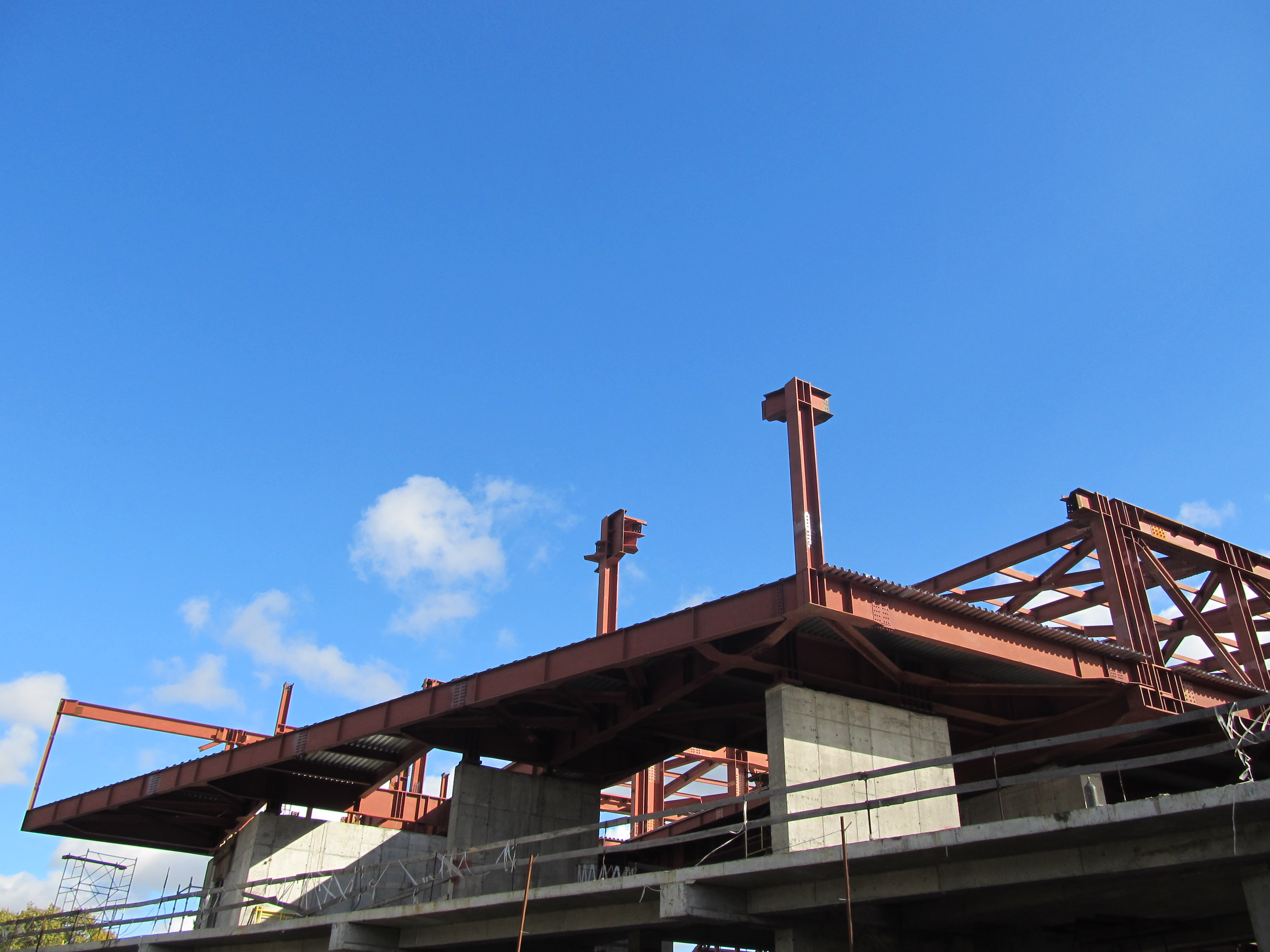
Начало строительства надземного перехода. Октябрь 2017
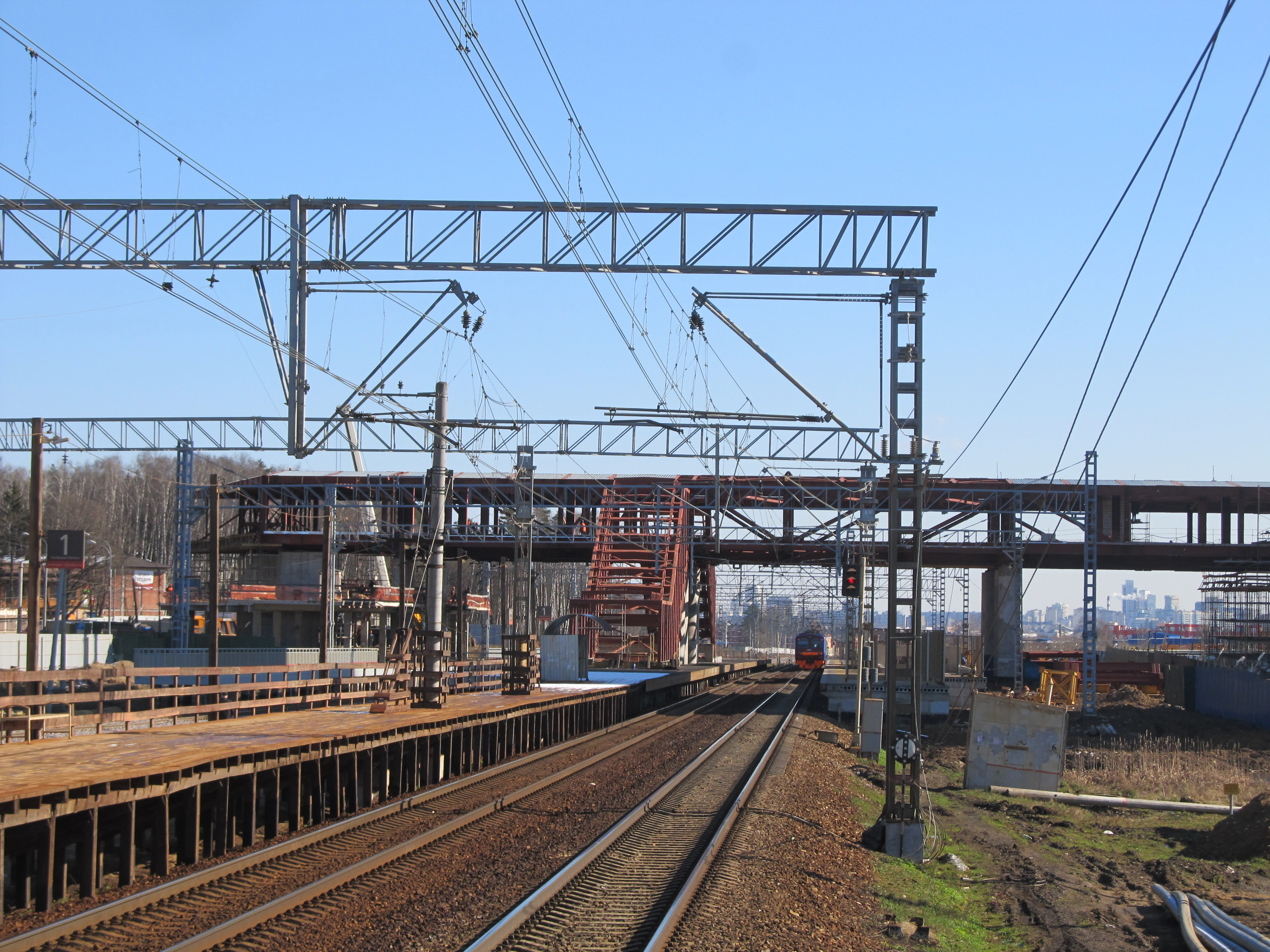
Общий вид строящейся платформы и перехода. Апрель 2018
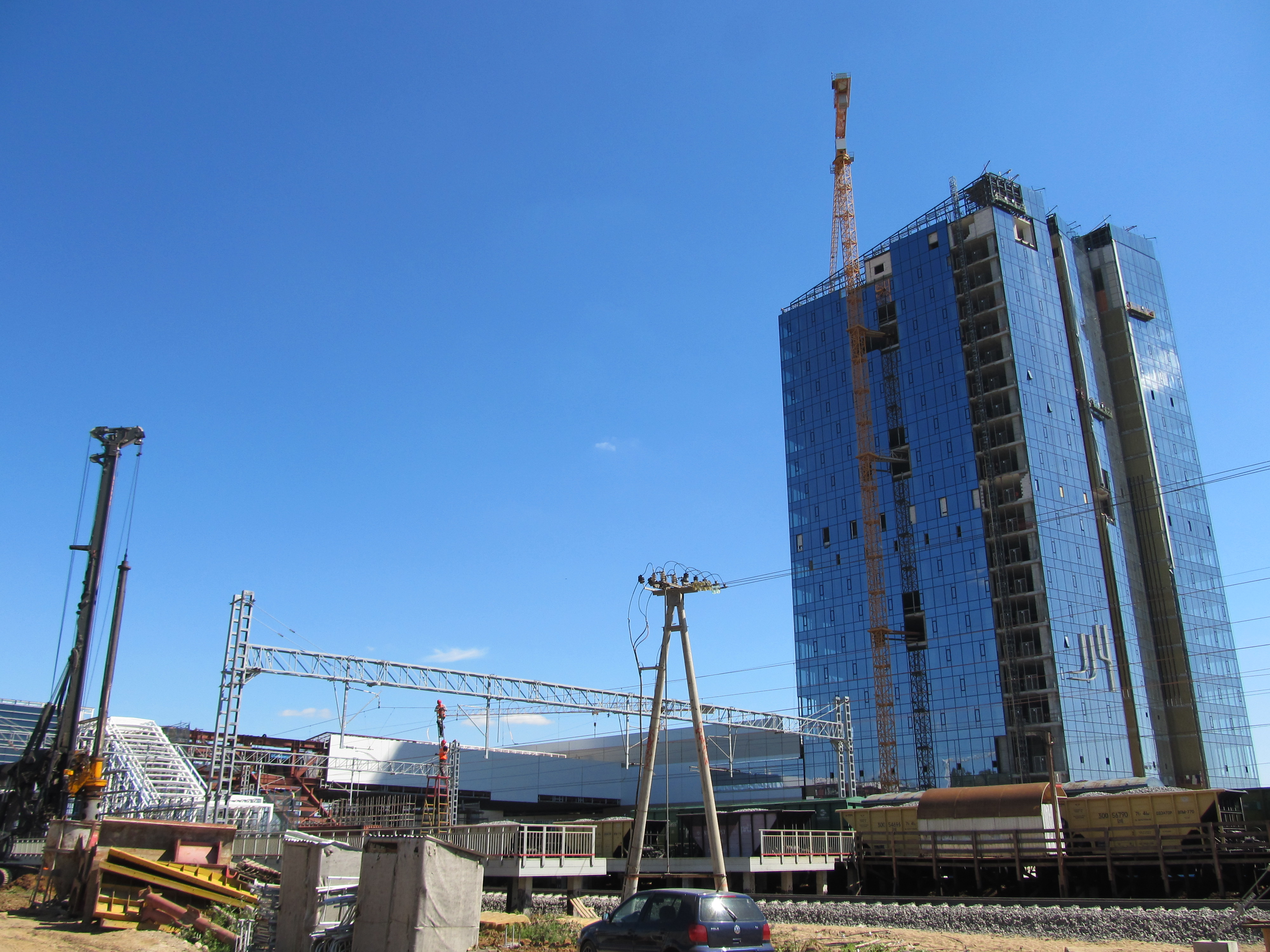
Платформа и бизнес-центр «Орбион». Август 2018

## Инфраструктура

### Платформы
Остановочный пункт состоит из трёх платформ — одной островной и двух береговых, соединённых надземным пешеходным переходом. Платформы расположены у четырёх главных путей перегона Кунцево I — Одинцово. На них останавливаются все пригородные электропоезда — как обычные, так и экспрессы.
| № платформы | № путей | Тип платформы | Останавливающиеся электропоезда         |
| ----------- | ------- | ------------- | --------------------------------------- |
| 1           | 3       | береговая     | экспрессы Москва — Одинцово на Одинцово |
| 2           | 4       | островная     | экспрессы Москва — Одинцово на Москву   |
| 2           | 1       | островная     | обычные электропоезда от Москвы         |
| 3           | 2       | береговая     | обычные электропоезда на Москву         |

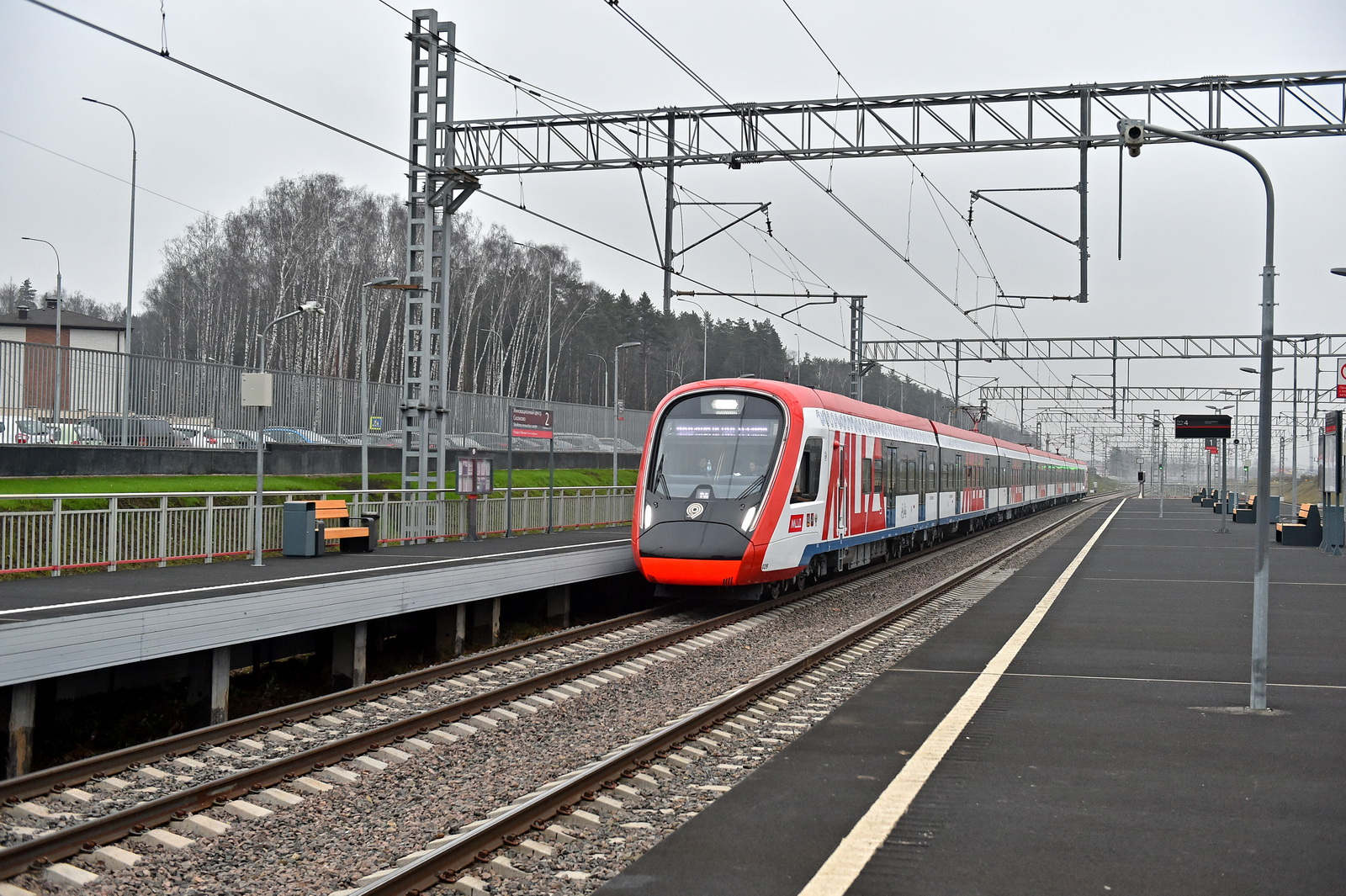
Береговая платформа от Москвы и прибывающий электропоезд ЭГ2Тв. Вид в сторону Москвы
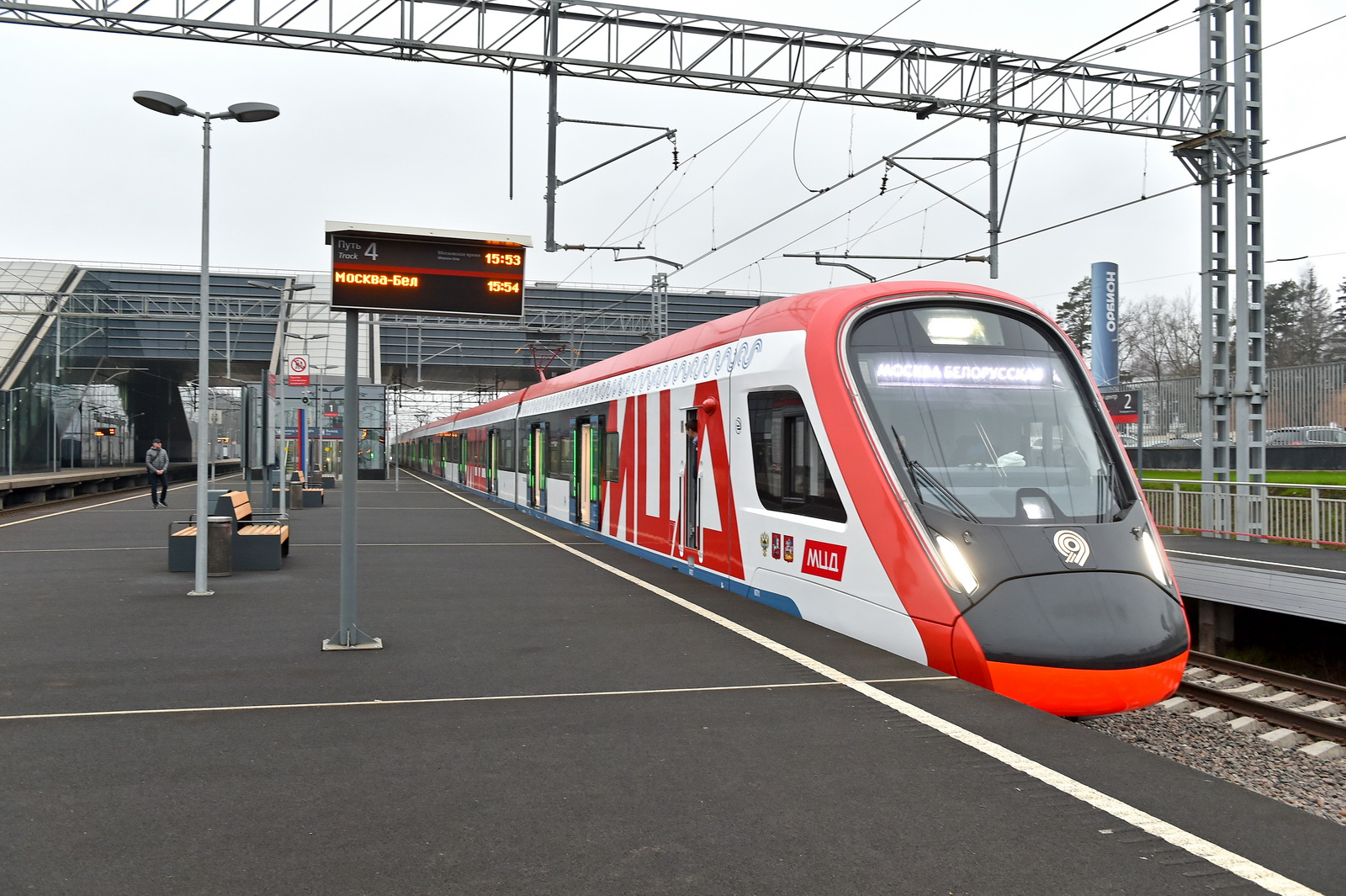
Центральная платформа и электропоезд ЭГ2Тв — экспресс на Москву. Вид в сторону Одинцово
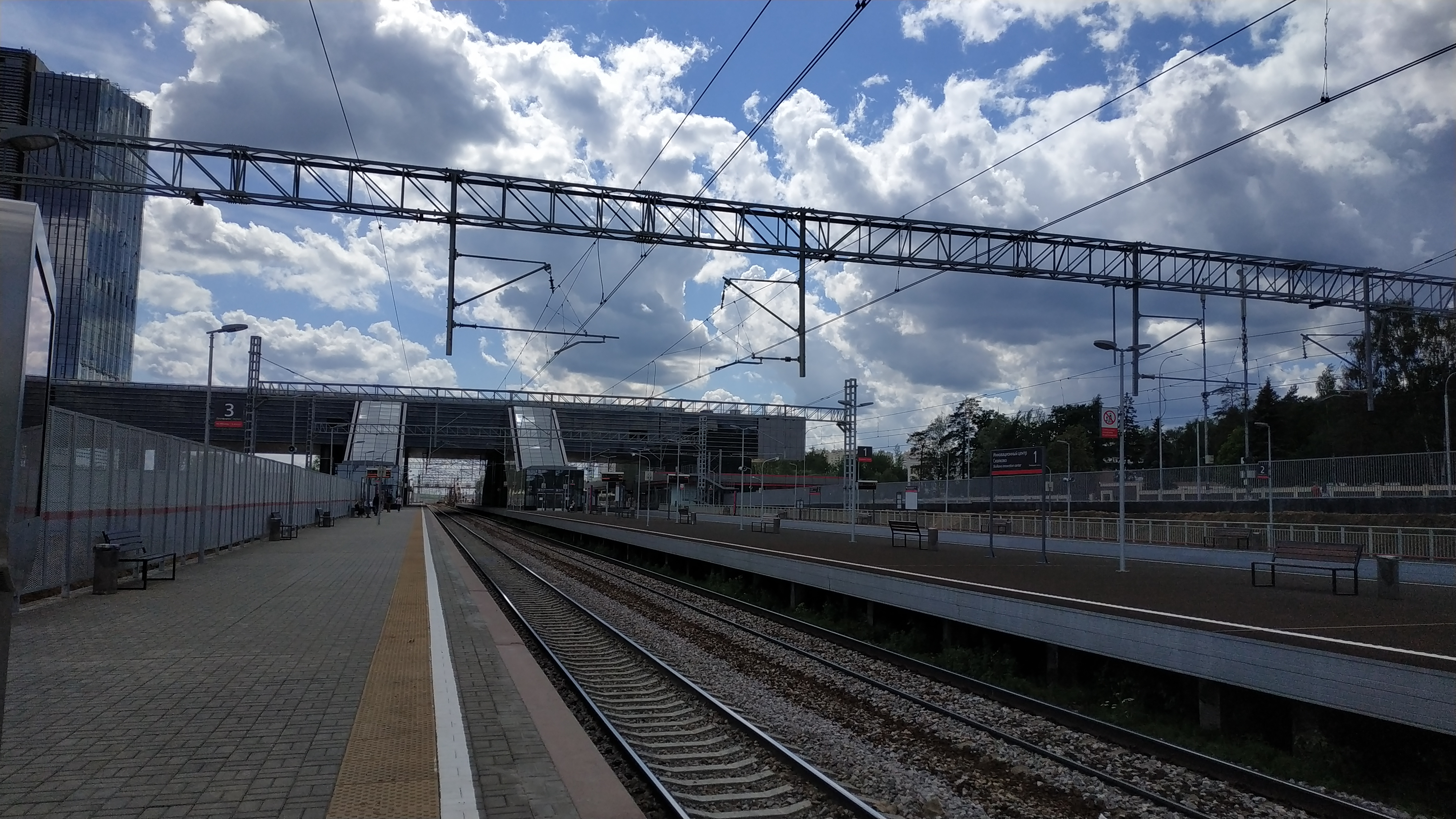
Береговая платформа на Москву. Вид в сторону Одинцово

### Вестибюли и выходы
Остановочный пункт оборудован крытым надземным стеклянным переходом синего цвета, который с юго-восточной стороны интегрирован со зданиями транспортно-пересадочного узла и бизнес-центра «Орбион» и продолжается за пределы остановочного пункта, пересекая Минское шоссе и выходит в направлении к инновационному центру. С северо-западной стороны, где расположены микрорайоны Новая Трёхгорка и Кутузовский, переход заканчивается в непосредственной близости от платформы обычным зданием пригородного павильона. Выходы в город и к платформам оборудованы обычными лестницами, эскалаторами и лифтами. В надземном переходе и в северо-западном павильоне перед входами на платформы установлены турникеты.

Экстерьер
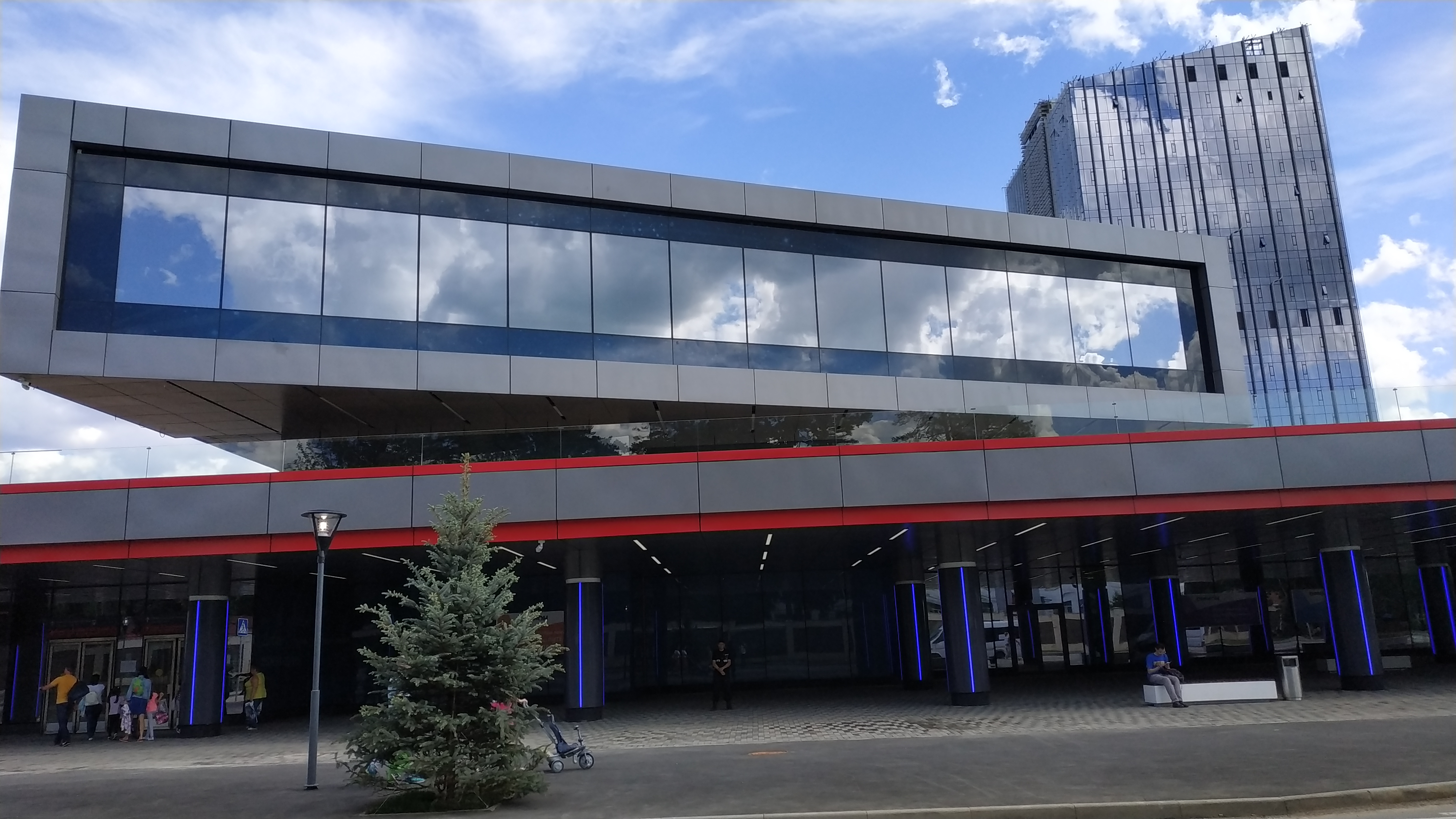
Павильон с северо-западной стороны микрорайонов Новая Трёхгорка и Кутузовский города Одинцово
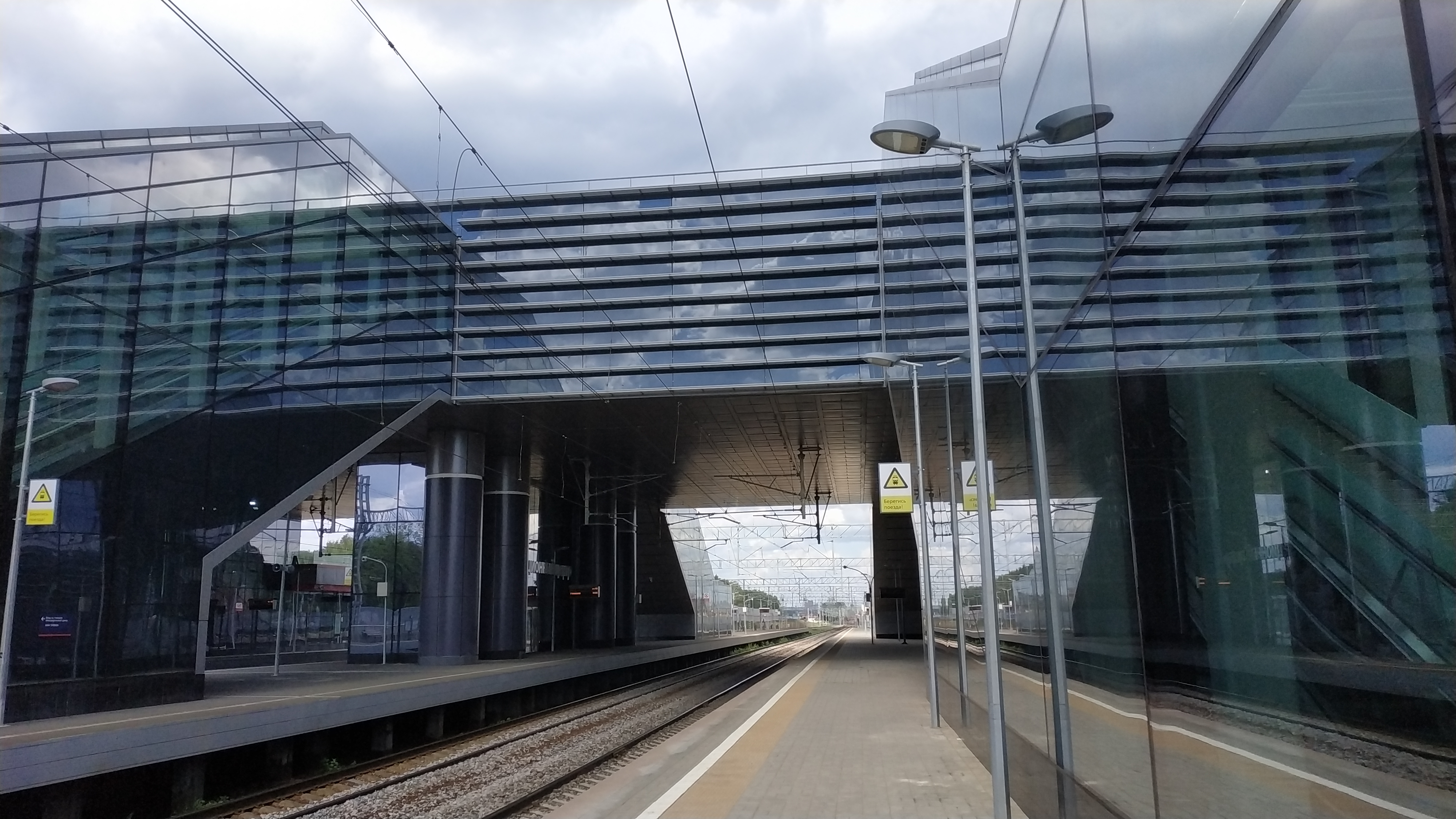
Надземный переход над платформой
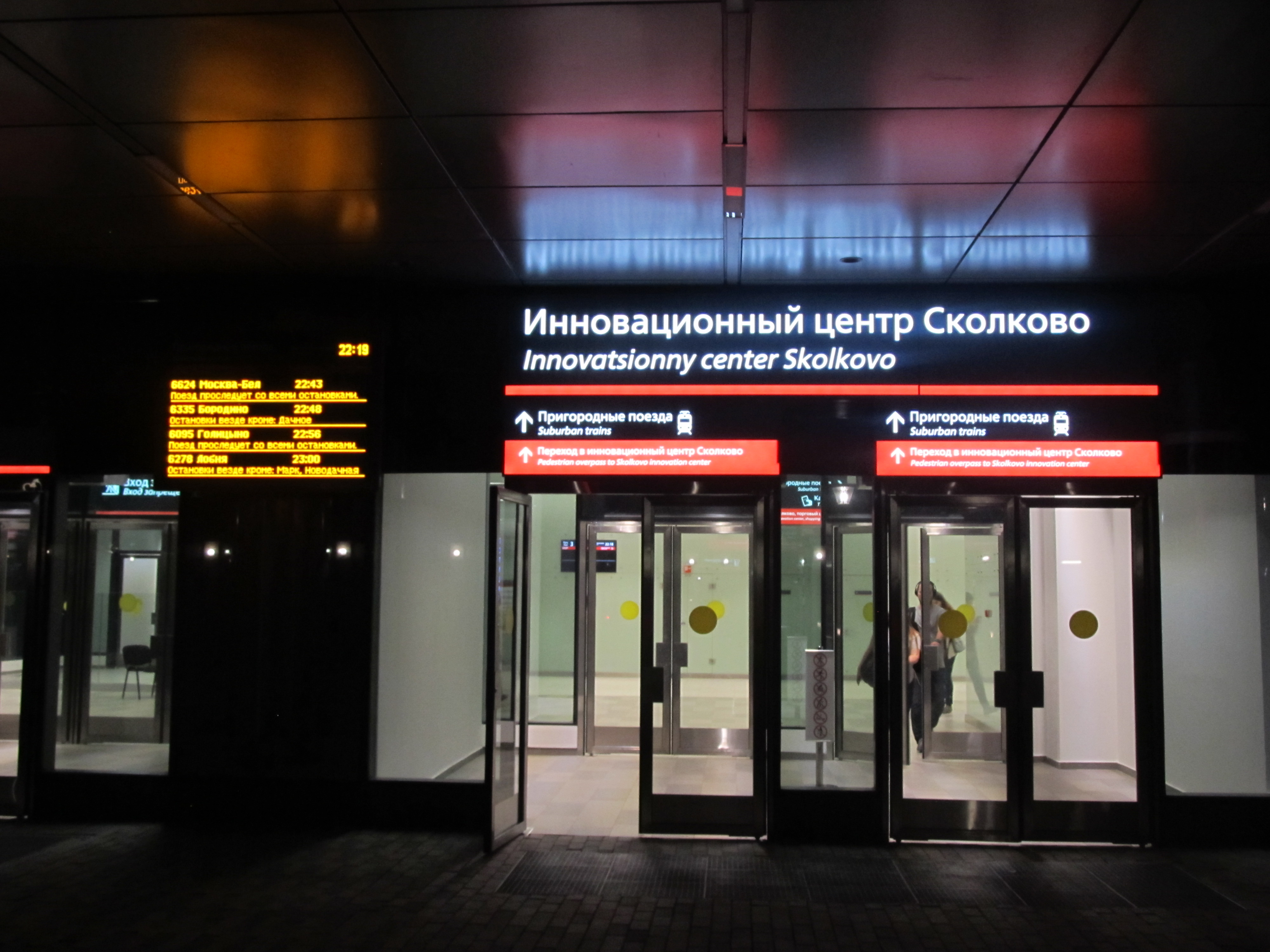
Вход на остановочный пункт с северо-западной стороны
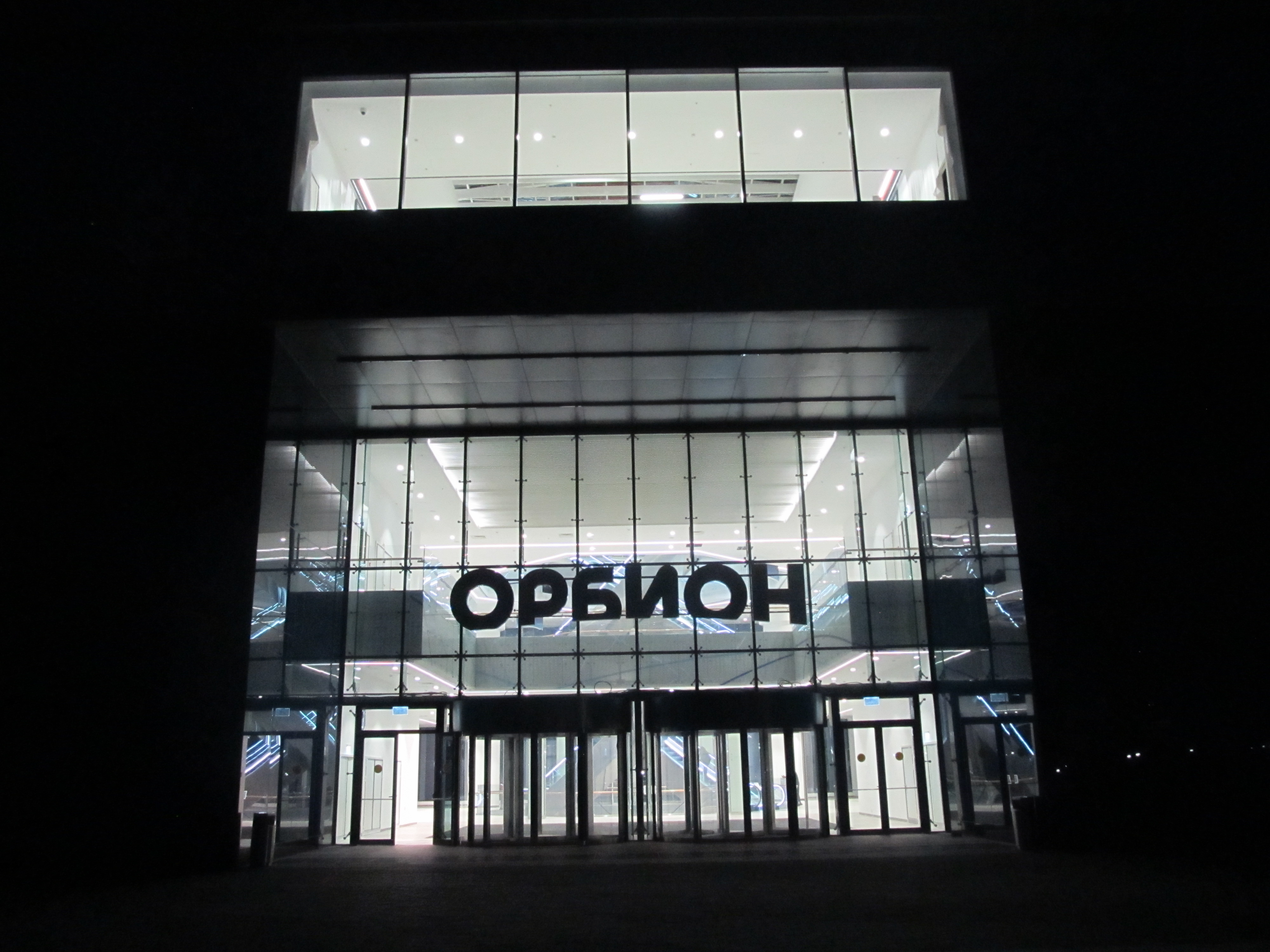
Вход на остановочный пункт и в бизнес-центр «Орбион» с юго-восточной стороны

Интерьер
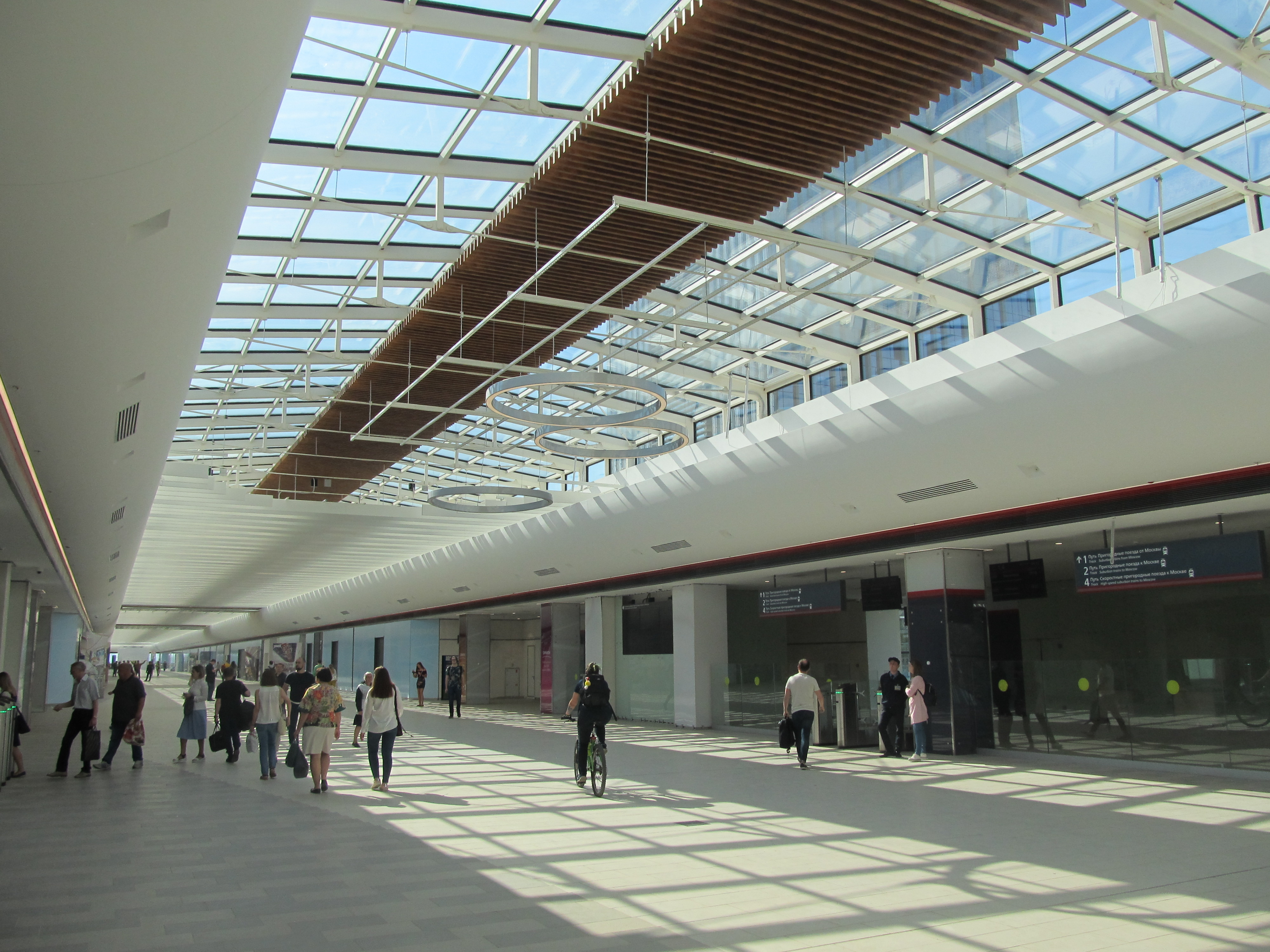
Крытая галерея в дневное время
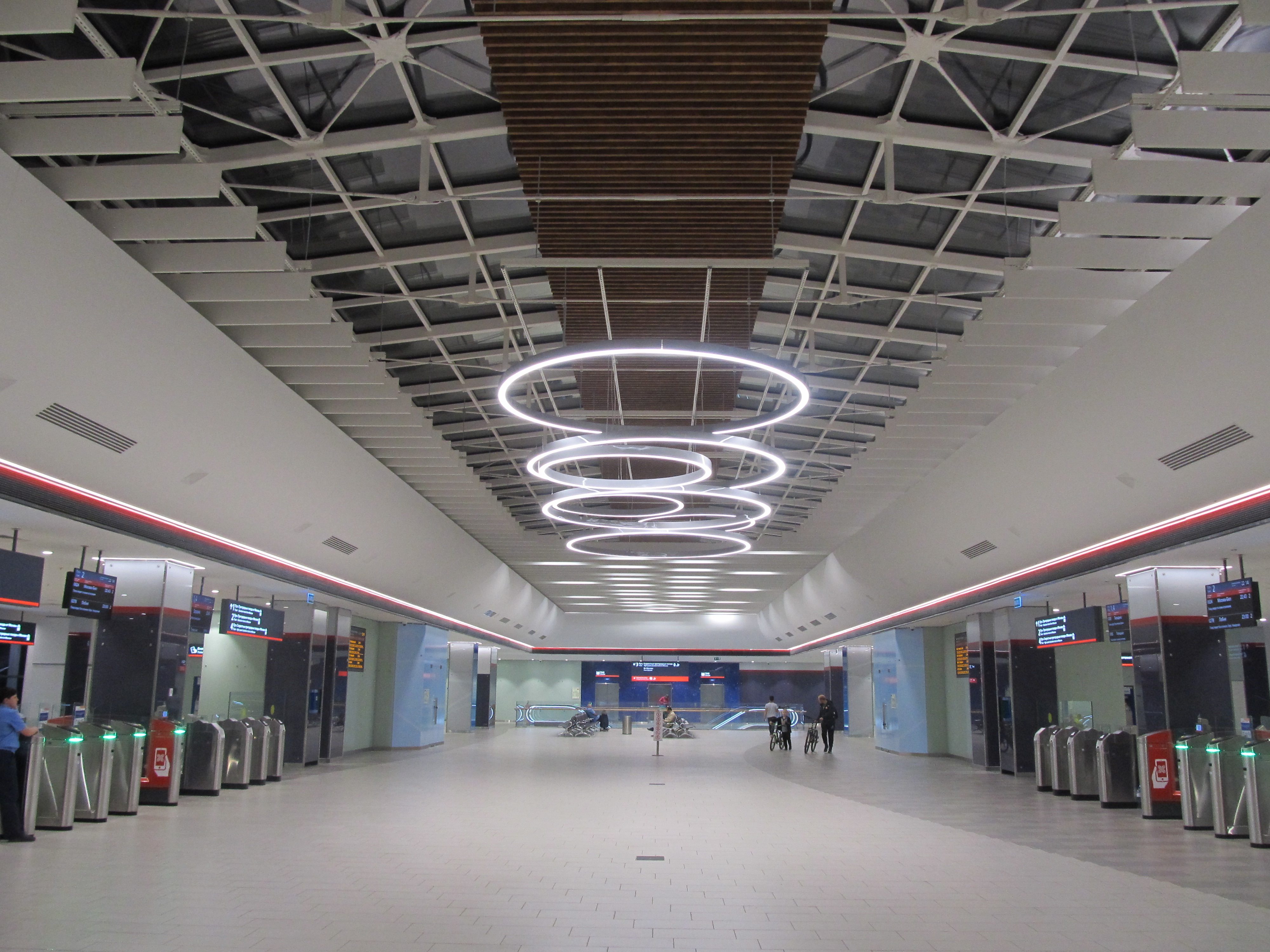
Крытая галерея с турникетами в вечернее время
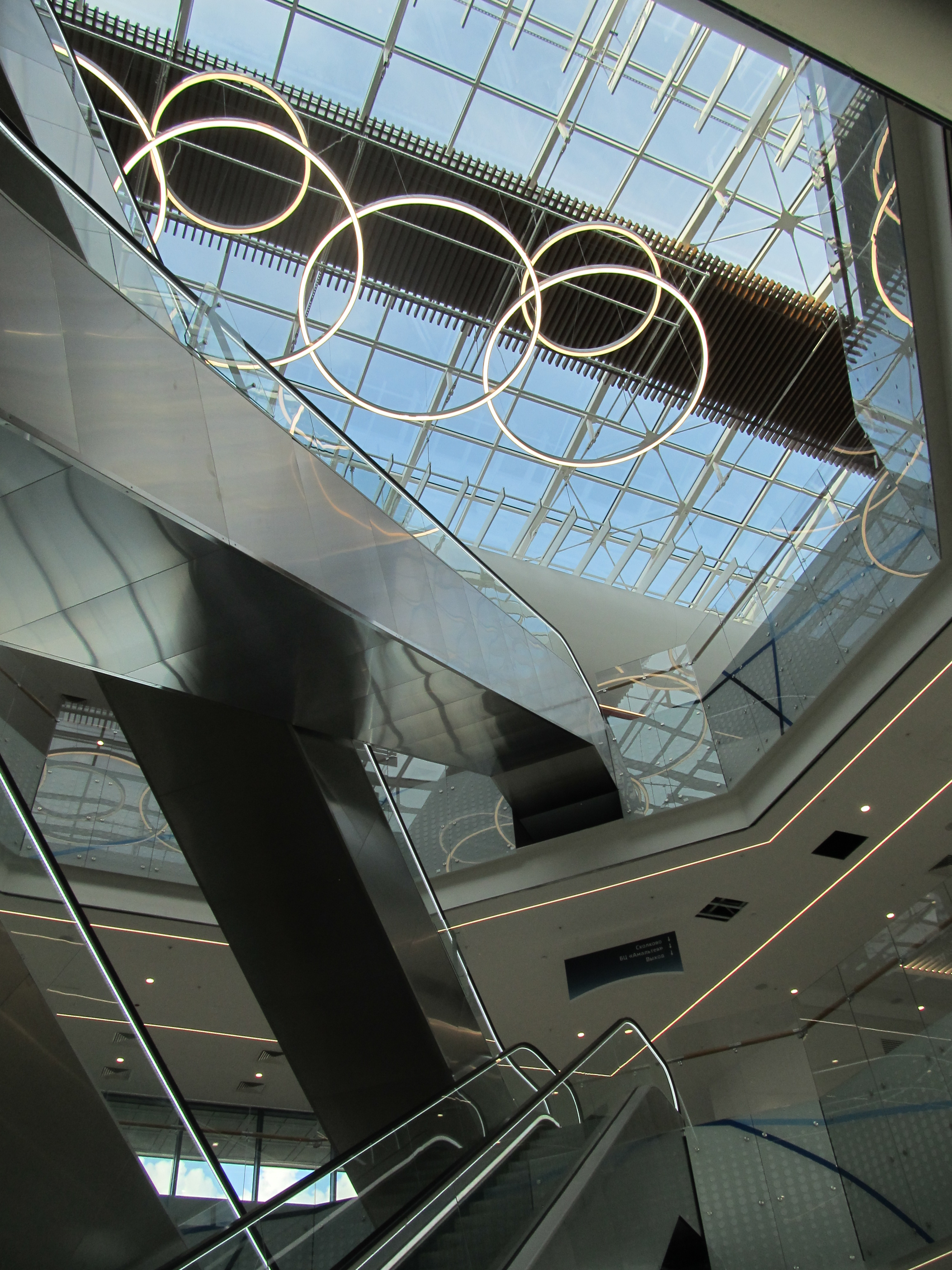
Каскад эскалаторов крытой галереи. Выход в Сколково
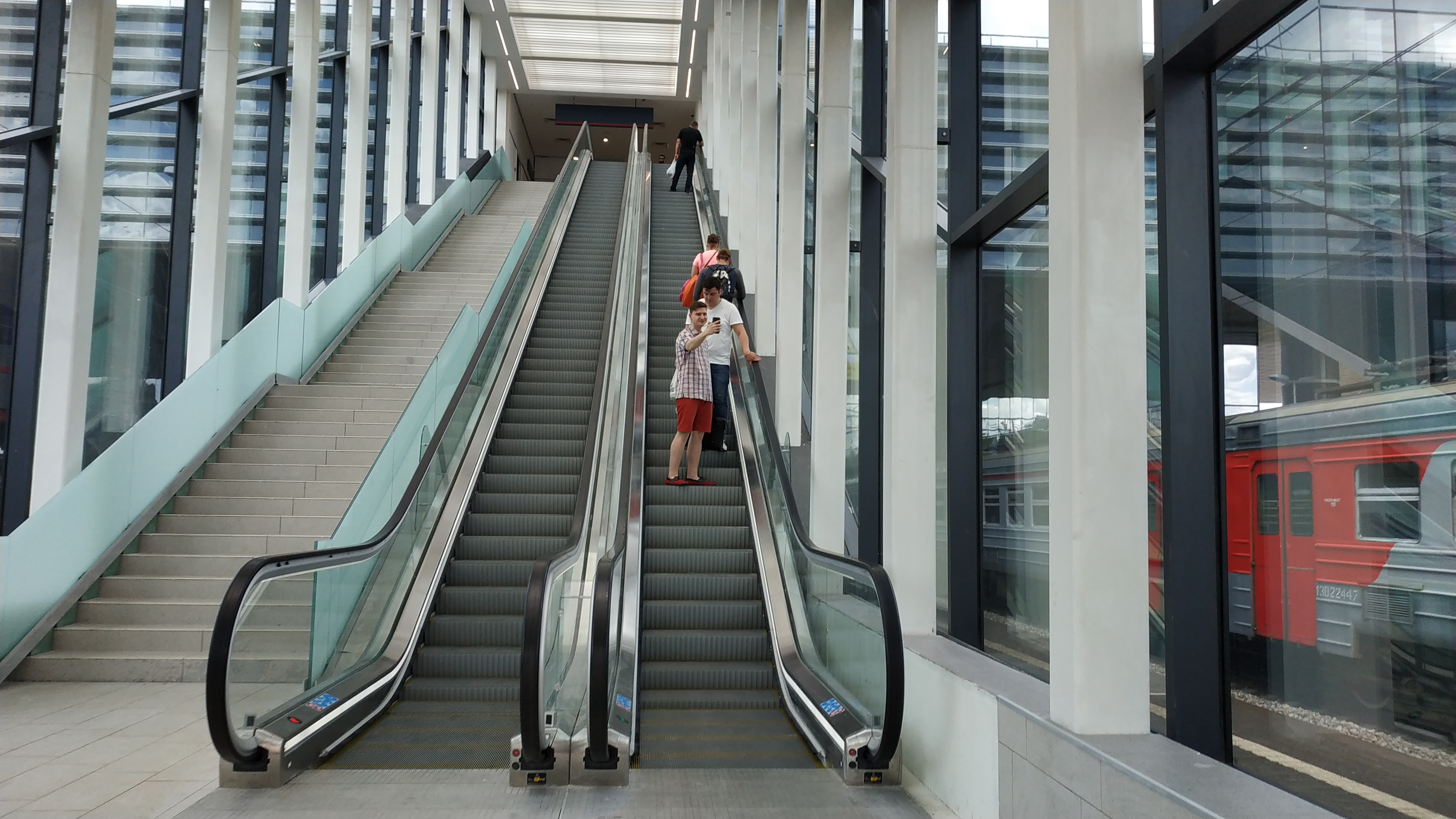
Эскалаторы перед выходом на платформу